# Маунт-Вернон (Південна Дакота)
Маунт-Вернон (англ. Mount Vernon) — місто (англ. city) в США, в окрузі Девісон штату Південна Дакота. Населення — 461 особа (2020).

## Географія
Маунт-Вернон розташований за координатами 43°42′46″ пн. ш. 98°15′39″ зх. д. / 43.71278° пн. ш. 98.26083° зх. д. (43.712735, -98.260951).  За даними Бюро перепису населення США в 2010 році місто мало площу 0,90 км², уся площа — суходіл.

## Демографія
Згідно з переписом 2010 року, у місті мешкали 462 особи в 178 домогосподарствах у складі 125 родин. Густота населення становила 513 осіб/км².  Було 205 помешкань (228/км²).
Расовий склад населення:
| - 92,6 % — білих - 5,4 % — корінних американців - 0,4 % — вихідців з тихоокеанських островів |

До двох чи більше рас належало 1,5 %. Частка іспаномовних становила 2,2 % від усіх жителів.
За віковим діапазоном населення розподілялося таким чином: 30,1 % — особи молодші 18 років, 57,1 % — особи у віці 18—64 років, 12,8 % — особи у віці 65 років та старші. Медіана віку мешканця становила 37,4 року. На 100 осіб жіночої статі у місті припадало 112,9 чоловіків;  на 100 жінок у віці від 18 років та старших — 100,6 чоловіків також старших 18 років.
Середній дохід на одне домашнє господарство  становив 60 587 доларів США (медіана — 51 563), а середній дохід на одну сім'ю — 66 663 долари (медіана — 56 607). За межею бідності перебувало 16,6 % осіб, у тому числі 24,5 % дітей у віці до 18 років та 8,9 % осіб у віці 65 років та старших.
Цивільне працевлаштоване населення становило 267 осіб. Основні галузі зайнятості: освіта, охорона здоров'я та соціальна допомога — 23,2 %, виробництво — 12,4 %, роздрібна торгівля — 9,7 %, будівництво — 9,4 %.